# Моравец, Эрнст
Эрнст Моравец (нем. Ernst Morawec; 15 июня 1894, Инцерсдорф, ныне в составе Вены — 17 апреля 1980, Вена) — австрийский скрипач, альтист и музыкальный педагог.
Ученик Отакара Шевчика. Во время Первой мировой войны выступал с военным оркестром. По окончании войны был приглашён Францем Шальком в оркестр Венской оперы в качестве первого альта. В 1919—1957 гг. играл в Венском филармоническом оркестре, долгое время был концертмейстером альтов. Выступал также в составе нескольких камерных ансамблей, из которых наибольшего успеха достигли струнные квартеты Готфрида Файста и Вальтера Шнайдерхана (в составе обоих Моравец исполнял партию альта). В 1930—1966 гг. преподавал в Венской академии музыки, среди его учеников разного времени — Вальтер Веллер, Вилли Босковски, Лавард Скоу-Ларсен, Тарас Габора и др.
Награждён серебряной почётной медалью Вены.